# Esporga sinàptica
La poda sinàptica o esporga sinàptica és un procés natural que es produeix al cervell entre la primera infància i l'edat adulta. Durant la poda sinàptica, el cervell elimina sinapsis addicionals. Es creu que la poda sinàptica és la forma del cervell d'eliminar les connexions del cervell que ja no són necessàries.Dins del camp de la neuroplasticitat, la dialèctica cultura i herencia biològica, determina el projecte inacabat de l'esdevenir/ser humà.